# Жозе-Маріа де Ередіа
Жозе-Маріа де Ередіа (фр. José María de Heredia, 22 листопада 1842, маєток Ла-Фортуна поблизу Сантьяго-де-Куба — 2 жовтня 1905, замок Бурдонне поблизу Удана, Іль-де-Франс) — французький поет кубинського походження.

## Біографія
Син великого землевласника Домінго Ередіа і француженки Луїзи Жирар, двоюрідний брат і повний тезко поета-романтика і громадського діяча Хосе Маріа де Ередіа. У віці дев'яти років поїхав вчитися до Франції, де познайомився з творчістю Леконта де Ліля, яка справила на нього величезний вплив. У 1859 Ередіа повернувся на Кубу, почав писати вірші (французькою мовою) намагався вивчати правознавство в Гавані, але внаслідок бюрократичних труднощів (колоніальна влада не визнавала французькі документи про освіту) мусив через два роки знову вирушити до Франції разом з матір'ю. У 1862-1865 вчився в «Національної Школі хартій» (одному з найбільших центрів правознавства у Франції), одночасно займаючись літературною творчістю. 
Познайомившись з Леконтом де Лілем і Сюллі-Прюдомом, Ередіа в 1866 році взяв участь у збірнику «Сучасний Парнас», де друкувалися поети «парнаської школи». Він також публікував свої вірші в популярних журналах і газетах «Revue des Deux Mondes», «Le Temps» і «Le Journal des Débats», переклав «Правдиву історію завоювання Нової Іспанії» Берналя Діаса (3 томи, 1877-78).
Справжній успіх прийшов до Ередіа після виходу збірки з 118 сонетів під назвою «Трофеї» (фр. Les Trophées, 1893), присвяченої Леконту де Лілю. Збірка писалася протягом 30 років. Вірші у книзі організовані за тематичним принципом («Греція і Сицилія», «Рим і варвари», «Середні віки і Відродження») та присвячені переважно опису предметів або пейзажів, що передають колорит країни та епохи. 
«Трофеї» вразили сучасників досконалістю форми, барвистістю описів і витонченістю мови. У тому ж році Ередіа отримав французьке громадянство, а наступного року був обраний у Французьку академію. У 1896 написав вірш «Привітання імператора» (Salut à l'Empereur), присвячене візиту Миколи II до Франції; воно читалося під час церемонії закладки першого каменя в основу паризького мосту Олександра III у присутності царя і його дружини. У 1902 разом з Сюллі-Прюдомом і Леоном Дьєрксом заснував Товариство французьких поетів, що діє до сьогодні.

## Твори
- Правдива історія завоювання Нової Іспанії (Véridique histoire de la conquête de la Nouvelle-Espagne), traduction de Bernal Díaz del Castillo|Díaz del Castillo, 3 volumes, 1877—1878
- Трофеї / Les Trophées, 1893
- Черниця Альферез / La Nonne Alferez, 1894
- Промова при вступі до Французької академії / Discours de réception à l'Académie française, 1895
- Вітання імператору / Salut à l'Empereur, 1896
- Заснування руху на пам'ять про Леконта де Ліля / Inauguration du monument élévé à la mémoire de Leconte de Lisle à Paris le 10 juillet 1898, 1898
- Повне зібрання поезій / Poésies complètes, avec notes et variantes, 1924

## Українські переклади
Жозе Ередіа українською перекладали Павло Грабовський (сонет «Одвічним снігом вкриті гори…»), Василь Щурат, Олена Пчілка, Юрій Липа, Святослав Гординський, Микола Терещенко, В. Гнатюк, Дмитро Паламарчук, Євгенія Кононенко, Максим Стріха, Михайло Литвинець, Ігор Качуровський, Михайло Москаленко.
Особливо вартіснім був перекладацький внесок українських «неокласиків»: переклади Миколи Зерова, Павла Филиповича, Михайла Драй-Хмари, Максима Рильського. Михайло Орест опублікував свої переклади Ередіа у власній «Антології французької поезії» (Мюнхен, 1954). Дмитро Павличко в своїй антології «Світовий сонет» (Київ, 1983) також помістив переклади з Ередіа.
Уперше у повному обсязі український переклад «Трофеїв» Ередіа вийшов друком у видавництві Юніверс у 2001 році. Переклав збірку Ередіа Дмитро Паламарчук. Видання супроводжувалося ґрунтовною передмовою Леоніда Череватенка та післямовою Дмитра Наливайка.

## Ередіа і українські неокласики
Українські неокласики не лише перекладали Ередіа, але розглядали його творчість, як естетичний зразок європейської поезії, вартий наслідування чи радше «адаптації» на українському ґрунті. Не випадково у сонеті «Pro Domo» Микола Зеров так сформулював своє поетичне кредо:
|  | Класична пластика, і контур строгий, І логіки залізна течія – Оце твоя, поезіє, дорога. Леконт де Ліль, Жозе Ередія, Парнаських зір незахідн'е сузір’я Зведуть тебе на справжні верхогір’я. („Pro Domo”) |